# Control Room Live EP
Control Room Live EP è il terzo EP (il secondo live) della cantante Canadese Avril Lavigne.
Le tracce sono state registrate il 16 ottobre 2007 in occasione della performance acustica di Avril al Roxy Theatre di Hollywood. L'EP è disponibile solo negli store digitali e non esiste in formato fisico.

## Tracce
- Sk8er Boi (Live acoustic version)
- Girlfriend (Live acoustic version)
- Innocence (Live acoustic version)
- Hot (Live acoustic version)
- Losing Grip (Live acoustic version)
- Adia (cover di Sarah McLachlan) (Live acoustic version)